# Рјовеђо (Болоња)
Рјовеђо (итал. Rioveggio) је насеље у Италији у округу Болоња, региону Емилија-Ромања.
Према процени из 2011. у насељу је живело 751 становника. Насеље се налази на надморској висини од 240 м.